# Johann Bremermann
Johann Bremermann (* 25. April 1827 in Bremen; † 4. August 1897 ebenda) war ein deutscher Lithograf und Fotograf sowie ein Porträtmaler der Düsseldorfer Schule.

## Leben

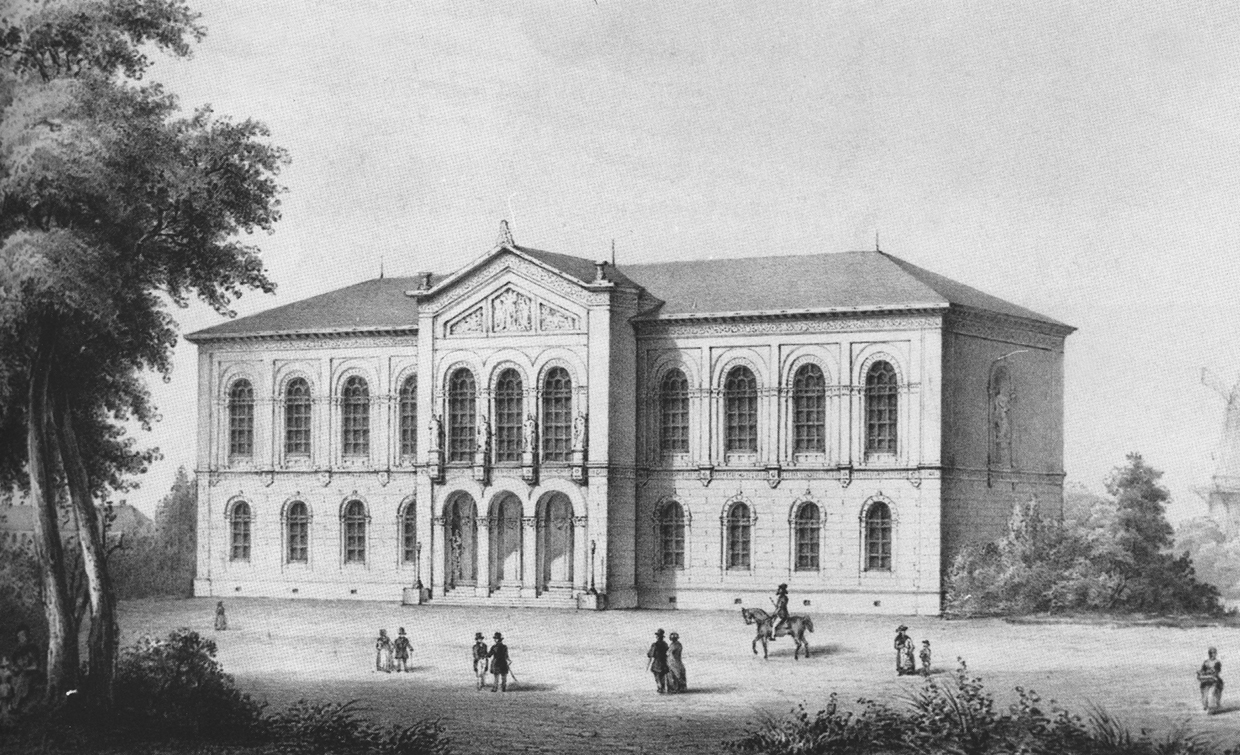
Kunsthalle Bremen, Lithografie, um 1850

Bremermann erhielt eine künstlerische Ausbildung in seiner Vaterstadt bei Christian Grabau. 1844 arbeitete er als Lithograf für Franz Hanfstaengl in Dresden. 1846 wechselte er in dessen Münchner Betrieb und blieb dort vier Jahre. 1850 ließ er sich in Bremen nieder. 1858 ging er für ein Jahr nach Düsseldorf, um sich im Privatunterricht von Karl Ferdinand Sohn in der Porträtmalerei zu schulen. Bremermann etablierte sich als gefragter Porträtmaler Bremens. Bekannte bremische Persönlichkeiten ließen Bildnisse von ihm malen. Außerdem wirkte er als Porträtfotograf.